# Sara Sorribes Tormo
Sara Sorribes Tormo (* 8. Oktober 1996 in Castellón) ist eine spanische Tennisspielerin.

## Karriere
Sorribes Tormo begann mit sechs Jahren mit dem Tennisspielen und bevorzugt den Sandplatz. 2010 gab sie ihr Debüt auf dem ITF Women’s Circuit, auf dem sie 2012 ihre ersten vier Einzeltitel gewann. 2013 trat sie in Paris erstmals in der Juniorinnenkonkurrenz eines Grand-Slam-Turniers an und erreichte dort die dritte Runde. Bei den US Open konnte sie dann zusammen mit Belinda Bencic bis ins Endspiel vorrücken, dort verloren die beiden aber gegen Barbora Krejčíková und Kateřina Siniaková. Zuvor feierte sie ihren erfolgreichen Einstand auf der WTA Tour, wo sie mit einer Wildcard ausgestattet in der Qualifikation für die Mutua Madrid Open an den Start ging und in ihrem ersten Match mit Annika Beck auf Anhieb eine Spielerin aus den Top 100 der Tennisweltrangliste schlug.
2014 siegte Sorribes Tormo bei den 2014 European Junior Championships im Tennis und gewann bei den Damen aus der Qualifikation kommend ihren ersten ITF-Titel der $25.000-Kategorie. Im folgenden Jahr gelang ihr als Qualifikantin mit dem Einzug ins Achtelfinale des Premier-Turniers in Charleston der erste Erfolg im Hauptfeld eines WTA-Turniers. Danach debütierte sie bei den French Open erstmals in der Qualifikation zu einem Grand-Slam-Turnier, scheiterte aber schon im Auftaktmatch. Im Jahr darauf konnte Sorribes Tormo dann zwei weitere ITF-Titel, einen der 25.000$-Kategorie sowie einen der $50.000-Kategorie gewinnen, bevor ihr bei den French Open erstmals die erfolgreiche Qualifikation fürs Hauptfeld eines Majors gelang. Gegen Ende des Jahres erreichte sie in Scharm asch-Schaich ein ITF-Finale der $100.000-Kategorie, das sie gegen Donna Vekić verlor.
Nach dem erstmaligen Erreichen eines WTA-Halbfinals in Bogotá 2017 stieg sie in die Top 100 der Tennisweltrangliste auf. Auch in Gstaad gelang ihr der Sprung in die Vorschlussrunde; bei den vier Grand-Slam-Turnieren des Jahres schied sie hingegen jeweils in der ersten Runde aus. 2018 machte Sorribes Tormo erstmals im Doppel auf sich aufmerksam, als sie an der Seite von Naomi Broady in Monterrey nach einem Erfolg über Desirae Krawczyk und Giuliana Olmos ihren ersten WTA-Titel errang. Nach einem schwächeren Saisonstart im Einzel, kam sie ins Finale des ITF-Turniers der $100.000-Kategorie in Manchester, wo sie Ons Jabeur unterlag. Anschließend gewann sie in Wimbledon gegen Kaia Kanepi erstmals ein Match im Hauptfeld eines Grand-Slam-Turniers und erzielte ein weiteres Endspiel bei einem ITF-Turnier der $100.000-Kategorie in Contrexéville, in dem sie sich Stefanie Vögele geschlagen geben musste. Trotzdem konnte sie 2018 wie auch schon im Jahr davor die Saison in den Top 100 der Welt beenden.
Auch 2019 startete Sorribes Tormo überwiegend bei kleineren WTA-Turnieren sowie auf der ITF Tour. In Rabat holte sie zusammen mit ihrer Landsfrau María José Martínez Sánchez ihren zweiten WTA-Titel im Doppel. Im Finale setzten sich die beiden gegen Oksana Kalaschnikowa und Georgina García Pérez durch. Anschließend erreichte Sorribes Tormo beim WTA Challenger in Bol ihr erstes WTA-Einzelfinale, das sie jedoch gegen Tamara Zidanšek verlor. Zusammen mit Martínez Sánchez erreichte sie im Anschluss auf Mallorca ihr zweites Saisonfinale im Doppel, jedoch mussten sich die beiden diesmal Kirsten Flipkens und Johanna Larsson geschlagen geben. Danach errang sie bei einem ITF-Turnier der $25.000-Kategorie ihren bis dahin neunten Einzeltitel und rückte außerdem in Vancouver bei einem Turnier der $100.000-Kategorie bis ins Finale vor, in dem sie Heather Watson verlor. Zum Saisonende gewann sie beim abschließenden WTA-Challenger in Limoges erneut an der Seite von Martínez Sánchez den Doppeltitel nach einem Sieg über Jekaterina Alexandrowa und Oksana Kalaschnikowa.
Nach der coronabedingten Saisonunterbrechung konnte Sorribes Tormo das ITF-Turnier der $80.000-Kategorie in Cagnes-sur-Mer gewinnen und erreichte gegen Ende des Jahres aus der Qualifikation kommend das Viertelfinale beim Premier-Turnier in Ostrava. 2021 erlebte Sorribes Tormo ihren Durchbruch, als sie zum Saisonauftakt zunächst das Viertelfinale bei einem weiteren Premier-Turnier in Abu Dhabi erreichte und im Anschluss an die Australian Open 2021 in Guadalajara durch einen Finalerfolg über Eugenie Bouchard ihren ersten WTA-Einzeltitel gewinnen konnte. Sorribes Tormo bestätigte das Resultat umgehend mit einer weiteren Halbfinalteilnahme beim anschließenden WTA-Turnier in Monterrey sowie dem Erreichen des Viertelfinals beim darauffolgenden Premier Mandatory-Turnier in Miami. Bis zum Saisonende erzielte sie noch zwei weitere WTA-Halbfinal in Bad Homburg und Cleveland. Bei ihrer ersten Teilnahme an Olympischen Sommerspielen in Tokio landete sie in der Auftaktrunde des Einzelwettbewerbs mit dem Triumph über die Weltranglistenführende Ashleigh Barty einen ihrer größten Karriereerfolge. Nach einem Sieg über Fiona Ferro zog sie dort in die dritte Runde ein, in der sie von Anastassija Pawljutschenkowa gestoppt wurde. Des Weiteren stand Sorribes Tormo im Viertelfinale des Premier 5-Turniers von Montreal und kam bei den US Open erstmals in die dritte Runde eines Grand-Slam-Turniers, in der sie der späteren Siegerin Emma Raducanu deutlich unterlag.
Bei den Australian Open 2022 rückte Sorribes Tormo zusammen mit Kirsten Flipkens erstmals in das Viertelfinale eines Grand-Slam-Doppelwettbewerbs vor. Im Februar erzielte sie mit Platz 32 ihre bislang beste Weltranglistenposition.
Seit 2015 spielte Sorribes Tormo erstmals für die spanische Fed-Cup-Mannschaft. In der Begegnung gegen Argentinien gewann sie ihr Einzel gegen Paula Ormaechea mit 4:6, 7:62, 6:1. Seitdem hat sie für ihr Land zehn Partien im Einzel und Doppel bestritten, von denen sie sechs gewinnen konnte (Einzelbilanz 3:4). 2020 konnte sie beim Duell gegen Japan in Murcia die ehemalige Weltranglistenerste Naomi Ōsaka in ihrem Einzel glatt mit 6:0 und 6:3 schlagen. Es war der erste Sieg Sorribes Tormos gegen eine Spielerin aus den Top 10 der Weltrangliste.

## Turniersiege

### Einzel
| Nr. | Datum              | Turnier                  | Kategorie   | Belag        | Finalgegnerin             | Ergebnis      |
| --- | ------------------ | ------------------------ | ----------- | ------------ | ------------------------- | ------------- |
| 1.  | 25. März 2012      | Madrid                   | ITF $10.000 | Sand (Halle) | Isabel Rapisarda-Calvo    | 6:2, 7:68     |
| 2.  | 19. August 2012    | Locri                    | ITF $10.000 | Sand         | Anastasia Grymalska       | 6:3, 7:5      |
| 3.  | 26. August 2012    | Todi                     | ITF $10.000 | Sand         | Rocío de la Torre-Sánchez | 4:6, 6:1, 6:3 |
| 4.  | 25. November 2012  | La Vall d’Uixó           | ITF $10.000 | Sand         | Olga Sáez Larra           | 6:1, 6:1      |
| 5.  | 17. August 2014    | Westende                 | ITF $25.000 | Hartplatz    | Ysaline Bonaventure       | 6:2, 6:0      |
| 6.  | 28. Februar 2016   | São Paulo                | ITF $25.000 | Sand         | Andreea Mitu              | 7:5, 6:1      |
| 7.  | 11. Juni 2016      | Essen                    | ITF $50.000 | Sand         | Karolína Muchová          | 7:65, 6:4     |
| 8.  | 21. Oktober 2018   | Santa Margherita Di Pula | ITF $25.000 | Sand         | Amina Anschba             | 6:4, 6:3      |
| 9.  | 4. August 2019     | Bad Saulgau              | ITF W25     | Sand         | Katharina Gerlach         | 7:64, 6:1     |
| 10. | 20. September 2020 | Cagnes-sur-Mer           | ITF W80     | Sand         | Irina Maria Bara          | 6:3, 6:4      |
| 11. | 13. März 2021      | Guadalajara              | WTA 250     | Hartplatz    | Eugenie Bouchard          | 6:2, 7:5      |
| 12. | 26. August 2023    | Cleveland                | WTA 250     | Hartplatz    | Jekaterina Alexandrowa    | 3:6, 6:4, 6:4 |

### Doppel
| Nr. | Datum             | Turnier     | Kategorie         | Belag             | Partnerin                   | Finalgegnerinnen                            | Ergebnis          |
| --- | ----------------- | ----------- | ----------------- | ----------------- | --------------------------- | ------------------------------------------- | ----------------- |
| 1.  | 18. August 2012   | Locri       | ITF $10.000       | Sand              | Despina Papamichail         | Kana Daniel Nastassia Rubel                 | 6:1, 6:0          |
| 2.  | 25. August 2012   | Todi        | ITF $10.000       | Sand              | Nastassia Rubel             | Alessia Camplone Sara Sussarello            | 6:1, 6:0          |
| 3.  | 20. Juni 2014     | Montpellier | ITF $25.000       | Sand              | Inés Ferrer Suárez          | Hsu Chieh-yu Eliza Kostowa                  | 2:6, 6:3, [12:10] |
| 4.  | 27. Juni 2014     | Périgueux   | ITF $25.000       | Sand              | Andrea Gámiz                | Gabriela Cé Florencia Molinero              | 5:7, 6:4, [10:8]  |
| 5.  | 8. April 2018     | Monterrey   | WTA International | Hartplatz         | Naomi Broady                | Desirae Krawczyk Giuliana Olmos             | 3:6, 6:4, [10:8]  |
| 6.  | 3. Mai 2019       | Rabat       | WTA International | Sand              | María José Martínez Sánchez | Georgina García Pérez Oksana Kalaschnikowa  | 7:5, 6:1          |
| 7.  | 3. August 2019    | Bad Saulgau | ITF W25           | Sand              | Georgina García Pérez       | Xenija Laskutowa Marina Melnikowa           | 6:3, 6:1          |
| 8.  | 22. Dezember 2019 | Limoges     | WTA Challenger    | Hartplatz (Halle) | Georgina García Pérez       | Jekaterina Alexandrowa Oksana Kalaschnikowa | 6:2, 7:63         |
| 9.  | 24. April 2022    | Istanbul    | WTA 250           | Sand              | Marie Bouzková              | Natela Dsalamidse Kamilla Rachimowa         | 6:3, 6:4          |
| 10. | 8. Oktober 2023   | Peking      | WTA 1000          | Hartplatz         | Marie Bouzková              | Chan Hao-ching Giuliana Olmos               | 3:6, 6:0, [10:4]  |
| 11. | 5. Mai 2024       | Madrid      | WTA 1000          | Sand              | Cristina Bucșa              | Barbora Krejčíková Laura Siegemund          | 6:0, 6:2          |
| 12. | 5. April 2025     | Bogotá      | WTA 250           | Sand              | Cristina Bucșa              | Irina Bara Laura Pigossi                    | 5:7, 6:2, [10:5]  |

## Abschneiden bei Grand-Slam-Turnieren

### Einzel
| Turnier         | 2015 | 2016 | 2017 | 2018 | 2019 | 2020 | 2021 | 2022 | 2023 | 2024 | 2025 | Karriere |
| --------------- | ---- | ---- | ---- | ---- | ---- | ---- | ---- | ---- | ---- | ---- | ---- | -------- |
| Australian Open | —    | Q2   | 1    | —    | 1    | 2    | 1    | 2    | —    | 1    | Q2   | 2        |
| French Open     | Q1   | 1    | 1    | Q2   | 2    | 1    | 1    | —    | AF   | 1    |      | AF       |
| Wimbledon       | Q2   | Q1   | 1    | 2    | 1    |      | 2    | 2    | 2    | 1    |      | 2        |
| US Open         | —    | Q3   | 1    | 1    | 1    | 2    | 3    | 1    | 2    | 2    |      | 3        |

Zeichenerklärung: S = Turniersieg; F, HF, VF, AF = Einzug ins Finale / Halbfinale / Viertelfinale / Achtelfinale; 1, 2, 3 = Ausscheiden in der 1. / 2. / 3. Hauptrunde; Q1, Q2, Q3 = Ausscheiden in der 1. / 2. / 3. Qualifikationsrunde; nicht ausgetragen

### Doppel
| Turnier         | 2017 | 2018 | 2019 | 2020 | 2021 | 2022 | 2023 | 2024 | 2025 | Karriere |
| --------------- | ---- | ---- | ---- | ---- | ---- | ---- | ---- | ---- | ---- | -------- |
| Australian Open | —    | —    | —    | 2    | 1    | VF   | —    | 1    | VF   | VF       |
| French Open     | —    | AF   | 2    | —    | 1    | —    | VF   | 2    |      | VF       |
| Wimbledon       | —    | 1    | —    |      | 2    | AF   | HF   | 2    |      | HF       |
| US Open         | AF   | 1    | AF   | 1    | —    | VF   | 1    | AF   |      | VF       |